# Отаманщина
Отаманщина або Отаманія — наявність на певній території великої кількості партизанських загонів на чолі зі своїми отаманами (командирами), фактичної військової і політичної влади в умовах відсутності чи недостатньої міці централізованого апарату державної влади. Термін вперше був запропонований з метою опису історії Української Народної Республіки. 

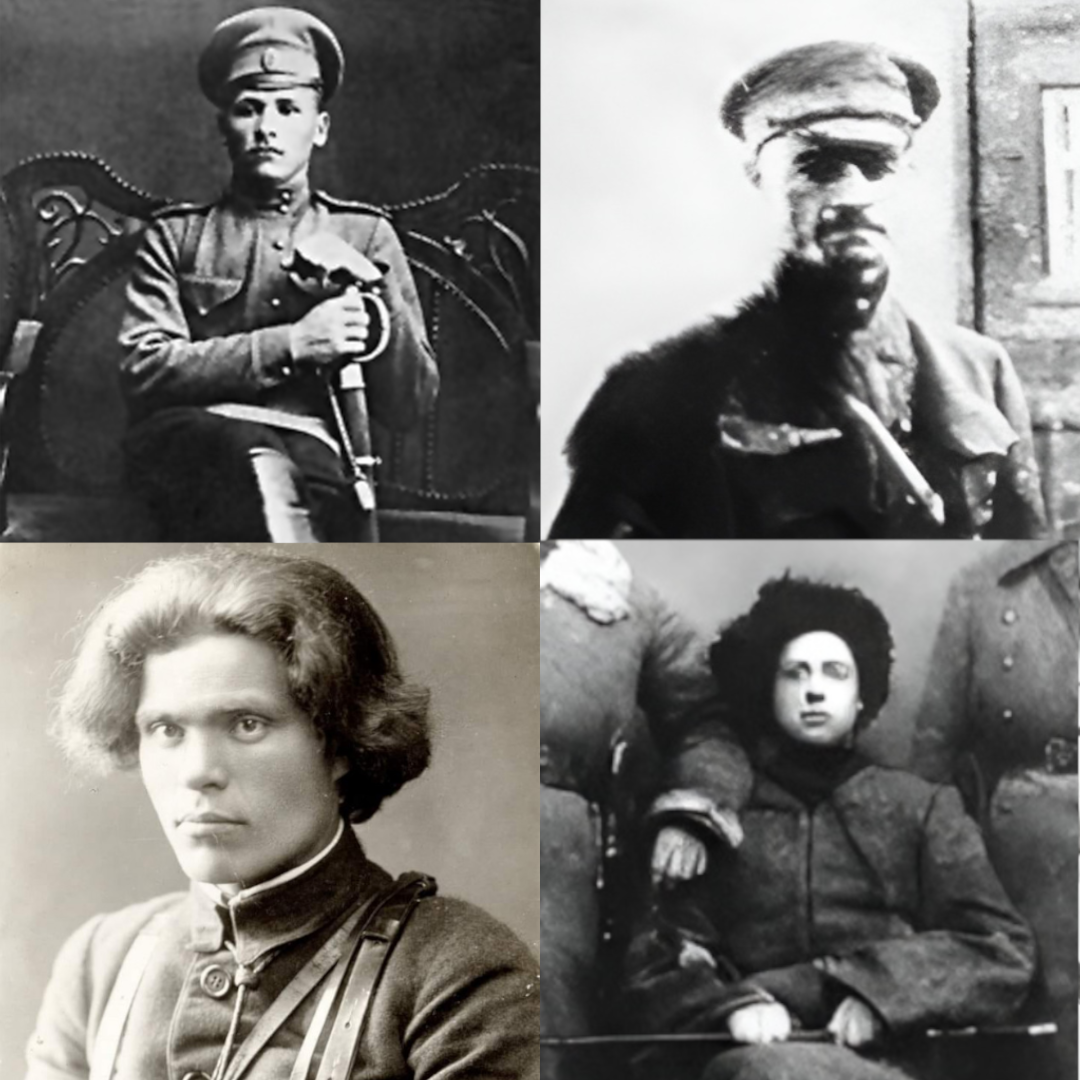
В. Чучупака, Н. Григор'єв, Н. Махно, Д. Терпило

## Чорні отамани
«Чорні» анархістські і махновські отамани вели своїх прихильників до майбутнього безвластного суспільства анархії через отаманову диктатуру і «третю революцію».

## список представників Отаманщини
- Ангел Євген Петрович
- Артеменко Федір Петрович
- Бабенко Трохим Іванович
- Бабицький Фома
- Байда-Голюк Яків Семенович
- Безверхий Антон
- Бесарабенко Тихін
- Біленький Іван Михайлович
- Білочуб Пантелеймон Федорович

- Блажевський Степан Теофілович
- Богатиренко Феодосій Іванович
- Боженко Василь Назарович
- Божко Юхим
- Бондарук Кирило Євлампійович
- Буданов Абрам Єфремович

- Водяний Яків Михайлович
- Воїнов Олександр
- Волинець Ананій Гаврилович
- Волох Омелян Іванович

- Гаврилко Михайло Омелянович
- Гайовий-Грисюк Іван Андрійович
- Галака Іван
- Гальчевський Яків Васильович
- Флоріан Гедройць
- Гладченко Трифон Федорович
- Голик-Залізняк Мефодій Фокич
- Григор'єв Никифор Олександрович
- Гризло Семен Григорович
- Гулий-Гуленко Андрій Олексійович
- Гупало Деонісій Мусійович

- Дерещук Петро Кузьмович
- Деркач Іван Тимофійович
- Брова Михайло
- Забудько Мефодій Власович
- Драник Пилип Васильович

- Заболотний Семен Федорович
- Завгородній Іларіон Захарович
- Здобудь-Воля Костянтин Якович
- Зубко Федір Іванович

- Іванов Ілля (отаман)
- Ільницький Семен

- Каменюка Іван
- Охтирський Матвій Никифорович
- Кваша Василь Миронович
- Келеберда Панас Дмитрович
- Кібець-Бондаренко Микола Степанович
- Клепач Іван Титович
- Клепач Сергій Титович
- Кобилиця Лук'ян
- Кожин Хома Гордійович
- Козир Михайло Сидорович
- Олесь Козир-Зірка
- Компанієць Іван Маркурович
- Король Трохим Андрійович
- Костюшко Лука Олександрович
- Коцур Свирид Дементійович
- Кропив'янський Микола Григорович

- Левченко Андрій Іванович
- Лютий-Лютенко Іван Макарович

- Малашко Михайло Васильович
- Мамонтов Юхим Мефодійович
- Марків Іван Євдокимович
- Махно Нестор Іванович
- Мачушенко Володимир Сидорович
- Мордалевич Юліан Арсентійович

- Нестеренко Герасим Онуфрійович
- Нікіфорова Марія Григорівна

- Осип Васильович Цебрій
- Отаман Оверченко
- Отаманенко Сергій

- Палагута Федір Данилович
- Пархоменко Артем Якович
- Пестушко Костянтин Юрійович
- Петренко Іван (військовий УНР)
- Петровський Федір Дмитрович
- Пилюк Мусій Прокопович
- Примаков Віталій Маркович
- Ромашка Демид Остапович
- Онисько Рубака-Грабарчук
- Рябокінь Василь Федорович

- Савонов Григорій Мусійович
- Савченко Іван Григорович (військовий)
- Самокишин Роман
- Скляр Микола
- Соколовська Олександра Тимофіївна
- Соколовський Дмитро Тимофійович
- Соколовський Олекса Тимофійович
- Струк Ілько Тимофійович

- Терещенко Максим
- Терпило Данило Ількович
- Трейко Іван Демидович
- Тютюнник Юрій Йосипович

- Уваров Федір

- Філоненко Семен Дмитрович

- Харченко Семен Васильович (отаман Хмара)
- Хмара Пилип Панасович

- Цвітковський Дмитро Васильович
- Цимбалюк Матвій Охрімович

- Чекірда Віктор Оникійович
- Черевик Ялісей
- Черненко Платон Петрович (Чорний Ворон)
- Черноусов Іван Якович (Чорний Ворон)
- Черняк Тимофій Вікторович
- Чорногузько Іван Якович
- Чупринка Григорій Авраамович
- Чучупак Василь Степанович
- Чучупак Олекса Степанович
- Чучупак Петро Степанович
- Чучупак Семен Юхимович

- Шарий Іван Ількович
- Шинкар Микола Ларіонович
- Шкляр Василь (Сірко)
- Шляховий-Кармелюк Марко Семенович

- Щириця Яків Опанасович
- Щусь Федосій Юстинович

- Яворський Сергій Іванович
- Яковенко Григорій Федорович

## Повстанські армії
- Революційна повстанська армія України (РПАУ)
- Зелені повстанці
- Григорєвщина
- Степова дивізія армії УНР
- Холодноярці
- Чорноліський полк
- Медвинські повстанці
- Мліївські повстанці
- Баштанські повстанці